# Abdullahi Issa
Abdullahi Issa, né en 1922 et mort en mars 1988, est un homme politique.

## Biographie
Abdullahi Issa naît en 1922. Il sert en tant que premier ministre de 1956 à 1960 dans le Territoire sous tutelle de la Somalie.
Il meurt en mars 1988 à Rome.